# 禮拜儀式
礼拜仪式，或稱為禮儀（Liturgy），是指任何宗教团体的一系列公开仪式形式或礼拜模式，偶尔特指被基督教会（Christian congregation）或基督教教派（Christian denomination）常规使用（不管是被推荐还是被规定）的仪式。 

## 詞源
禮儀（Liturgy）這個字的根源是源自希臘語「人民、百姓」和「工作、敬奉、服事」兩個字，

## 基督教中的禮儀
Liturgy一詞和許多現教會现在使用的詞彙相同，原是羅馬生活用語，後來被基督徒指稱教會用語，而原本的生活用語消失，成為基督徒的專用語。
在舊約聖經中，禮儀一詞專指利未的敬禮和崇拜。在新約聖經指涉不同世俗事務的不同功能（羅13:6，天主的差役，專務某義務）、匝加利亞的舊約司祭職务（路1:23）、成為真會幕裡的「臣僕」的基督祭獻或基督司祭職奉獻（希8:2）、基督徒的神聖祭獻（羅15:16，經聖神的祝聖，成為可悅納的祭品），安提約基雅教會「敬禮主」的敬拜慶祝。
初期教會的教父也都保留了「禮儀」的敬拜意義。在《十二宗徒訓誨錄》中，肯定了主教和執事的職務，就是在完成先知和導師的「Liturgy」。
在東方教會裡，堅持這個字意味著一般的「聖禮」，但特別指感恩禮慶祝。在西方教會，卻是以個別的名稱稱之，如officia divina（日課）、opus divinum（熱心敬禮）、sacri（聖禮）或ecclesiae ritus（教會儀節）。
儘管「liturgy」一词总是被用于表示公共礼拜，但拜占庭礼（Byzantine Rite）特别使用"Liturgy"一词（前面加有形容词"Divine"），这特别表示圣餐礼（Eucharist）。

### 構成禮儀的要素
- 基督的角色：梵二《禮儀憲章》對禮儀作了更完整的定義，包括基督臨在於彌撒慶祝、聖事慶祝、聖言慶典和神聖日課。彌撒當中，基督自己「曾在十字架上奉獻自己，而今祂仍是藉司鐸的手作奉獻」。聖奧斯定說：「無論是誰付洗，實為基督親自付洗。」基督執行他的司祭職務，所扮演的積極角色。他在傳報福音、治癒病人、釋放俘虜執行了這職務，使這職務達到高峰，並完成這職務。

- 教會的角色：基督將教會與他自己連繫起來，而使之成為有能力的職務執行者。這些句子的表達：「藉司鐸的手」、「無論是誰付洗」、「當在教會內恭讀聖經」、「當教會祈禱及歌頌時」都指出了教會在禮儀中執行職務的角色。而作為基督和教會的一個行動，禮儀是「最卓越的神聖行動，、教會的任何其他行動，都不能以同等名義，和禮儀的效用相比。」

- 聖經：是構成禮儀的一個基本成分。舉行禮儀時，聖經是極其重要，因為宣讀並講道所解釋的經書，及所唱的詩篇都是從聖經而來的；禱詞、集禱文和禮儀詩歌，也是由聖經靈感而來；還有動作和象徵，也都是由聖經取意而來」。因此，在禮儀慶祝當中，不論是彌撒、聖事、聖儀，或是時辰祈禱，一定都包括了天主聖言的宣報。